# オストロフスキーの定理
数論において、オストロフスキーの定理 (オストロフスキーのていり、Ostrowski's theorem) とは、有理数体 Q 上の全ての非自明な付値は、通常の実数の絶対値か、または、p-進付値に同値であるという定理である。1916年にアレクサンドル・オストロフスキー (Alexander Ostrowski) によって証明された。

## 定義
体 K 上の 2つの絶対値（付値） {\displaystyle |\cdot |} と {\displaystyle |\cdot |_{\ast }} は、ある実数 c > 0 が存在して
全ての {\displaystyle x\in K} に対し、{\displaystyle |x|_{\ast }=|x|^{c}}
となるとき、同値であると定義される。
任意の体 K 上の自明な絶対値は、
{\displaystyle |x|_{0}:={\begin{cases}0,&{\text{if }}x=0\\1,&{\text{if }}x\neq 0\end{cases}}}
と定義される。
有理数体 Q 上の実絶対値は、実数上の標準的絶対値で、
{\displaystyle |x|_{\infty }:={\begin{cases}x,&{\text{if }}x\geq 0\\-x,&{\text{if }}x<0\end{cases}}}
と定義される。添え字は無限大の代わりに 1 とすることもある。
素数 p に対し、Q 上の p-進絶対値は、次のように定義される。0 ではない任意の有理数 x は、どの2つも互いに素な整数 a, b, p および整数 n により一意的に {\displaystyle x=p^{n}{\dfrac {a}{b}}} と書くことができる。そこで
{\displaystyle |x|_{p}:={\begin{cases}0,&{\text{if }}x=0\\p^{-n},&{\text{if }}x\neq 0\end{cases}}}
と定義する。

## 他のオストロフスキーの定理
他にもオストロフスキーの定理と呼ばれる定理が存在し、それは「アルキメデス付値に関して完備な任意の体は、（代数的にも位相的にも）実数体か複素数体に同型である」ということを主張する。